# Розріджене воксельне октодерево
Розріджене воксельне октодерево (англ. Sparse voxel octree, SVO) — це техніка візуалізації тривимірної комп’ютерної графіки з використанням рейкастингу, або, іноді трасування променів у представленні даних октодерева.
Ця техніка зазвичай базується на створенні та обробці структури точок (розріджених вокселів), які є видимими або можуть бути видимими (в залежності від роздільної здатності екрану). 
Є дві основні переваги техніки: 
Перша, обчислюються лише ті пікселі, які відображатимуться, а роздільна здатність екрана обмежує необхідний рівень деталізації, що зменшує обчислювальні витрати під час візуалізації. 
Друга, внутрішні вокселі (ті, що повністю закриті іншими вокселями) не обов’язково включаються в набір 3D-даних; це зменшує кількість тривимірних воксельних даних (а, отже, й пам'ять потрібну для зберігання) необхідних для реалістичного відтворення моделей з високою роздільною здатністю. 
Основна перевага октодерева полягає в тому, що, як ієрархічну структуру даних, його не потрібно досліджувати на повну глибину. Це означає, що система може витягти невелику підмножину вокселів коли вони потрібні. Крім того, октодерева дозволяють згладжувати базові дані, щоб допомогти зі згладжуванням.
Однак це, як правило, менш досліджена техніка, ніж стандартні схеми растеризації на основі полігонів.

## Зноски
1. ↑  Laine, Samuli; Karras, Tero (19 лютого 2010). Efficient sparse voxel octrees. Proceedings of the 2010 ACM SIGGRAPH symposium on Interactive 3D Graphics and Games. ACM. doi:10.1145/1730804.1730814. Процитовано 22 січня 2023.